# Система квот на государственные должности в Бангладеш
Система квот на государственные должности в Бангладеш существует с 1972 года. Она даёт преференции для некоторых групп соискателей, включая детей и внуков борцов за независимость Бангладеш в войне против Пакистана, представителей религиозных и этнических меньшинств, жителям недопредставленных регионов и людям с инвалидностью. Вердикт Высокого суда устранил систему квот в 2020 году, но в 2024 году она была возвращена решением, отменяющим прошлое. Исполнение решения было отсрочено Апелляционным судом, а правительство попыталось отменить последнее решение Верховного суда о восстановлении системы квот.
Все кандидаты должны сдать экзамены перед тем, как получить работу; квоты принимаются во внимание на заключительном этапе, во время устного собеседования. Зарплата на правительственных работах выше, чем в частном секторе, а также государственные работники имеют дополнительные льготы, что увеличивает спрос на государственные вакансии Студенты Бангладеш неоднократно протестовали против системы квот и утверждали, что талантливые кандидаты не могут устроится из-за квоты.
Величина квот достигает 30 %, однако на протяжении нескольких лет по квотам не набиралось подходящих кандидатов, и около 65 % новых работников было набрано по результатам экзаменов, хотя без квот должны были нанять всего 44 процента.

## Протесты

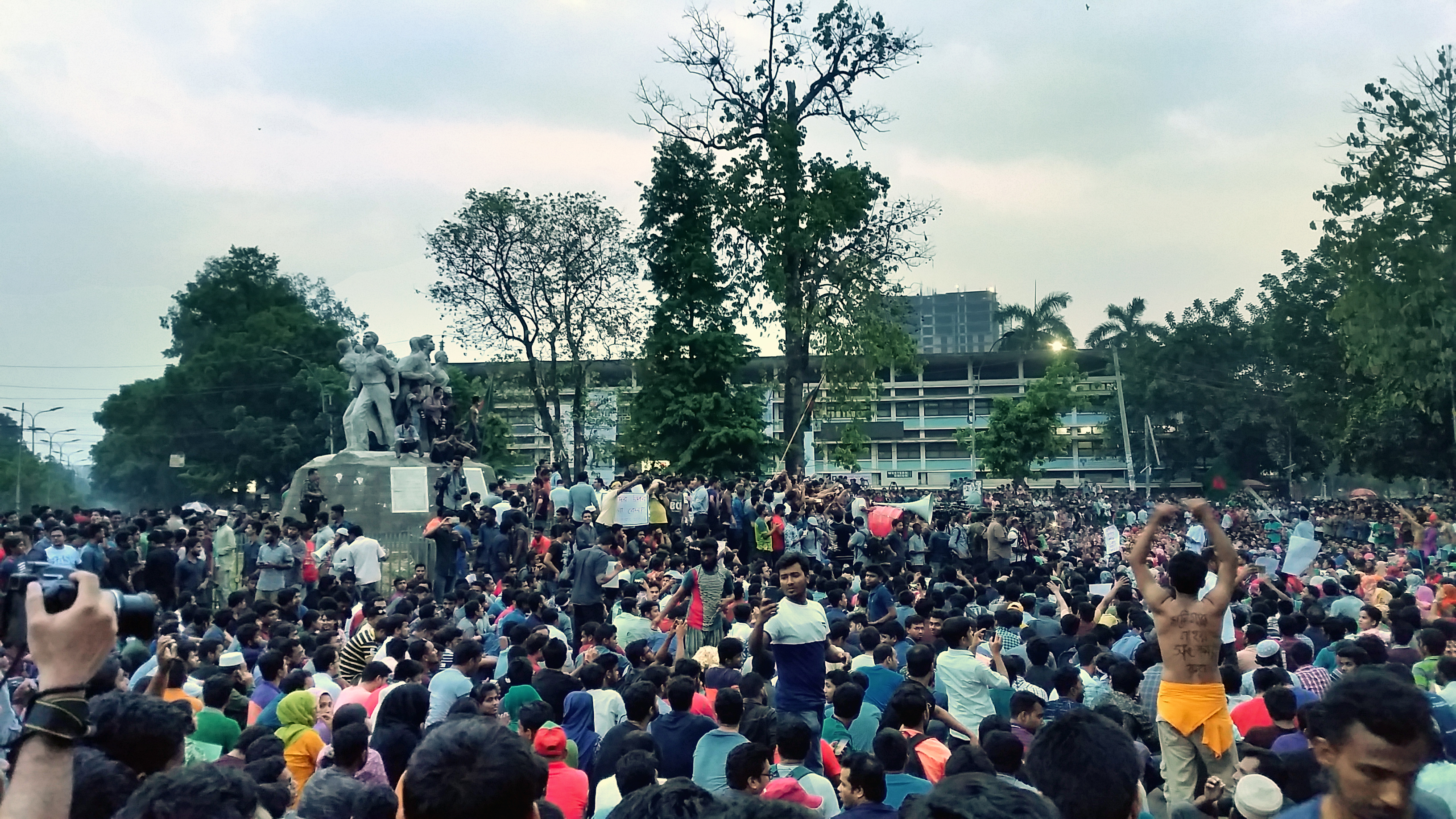
Студенческие протесты в 2018 году

Массовые протесты против квот проходили в 2013 и 2018.
В июне 2024 года Высокий суд Бангладеш постановил восстановить систему квот, оставив, в основном, преференции потомкам борцов за независимость страны. Это вызвало студенческие протесты по всей стране, которые переросли в столкновения с силовыми структурами.
В результате беспорядков погибли 114 человек. 18 июля власти отключили в стране интернет и ввели комендантский час.
21 июля 2024 года Верховный суд Бангладеш отменил большинство квот на государственные должности. Согласно постановлению суда, 5 % вакансий зарезервированы за членами семей ветеранов войны за независимость, а ещё 2 % — за представителями этнических меньшинств или инвалидов.
Однако протесты продолжились и 5 августа 2024 года привели к отставке премьер-министра страны Шейх Хасины Вазед.